# Ábelová
Ábelová este o comună slovacă, aflată în districtul Lučenec din regiunea Banská Bystrica. Localitatea se află la altitudinea de 445 m deasupra n.m., se întinde pe o suprafață de 52,17 km2 și în 2017 număra 198 de locuitori.

## Istoric
Localitatea Ábelová este atestată documentar din 1275.

## Demografie
| An:                | 1994 | 2004    | 2014   | 2024   |
| ------------------ | ---- | ------- | ------ | ------ |
| Număr de persoane: | 300  | 248     | 232    | 213    |
| Diferență:         |      | −17,33% | −6,45% | −8,18% |

| An:                | 2023 | 2024   |
| ------------------ | ---- | ------ |
| Număr de persoane: | 217  | 213    |
| Diferență:         |      | −1,84% |